# Сотириуполь
Сотириуполь (Сотириуполис, Сотерополис, Сотериуполь, Сотерополь, Сотирополь, Ставрополь, греч. Σωτηρόπολις ή Σωτηριούπολις) — приморский город на территории Абазгии, на северо-восточном побережье Чёрного моря. Согласно сочинению «Об управлении империей» (De administrando imperio), приписываемому императору Константину VII Багрянородному (908—959) и составленному в 948—952 гг., крепость Сотириуполь (Κάστρο Σωτηριουπόλεως) находилась на южной границе Абазгии. Обычно отождествляют с античным Питиунтом (современная Пицунда) на черноморском побережье Кавказа, в Абхазии. Также Сотириуполь помещают в район современного города Сухум или близ города Трапезунд (ныне — Трабзон).
Сотириуполь впервые упоминается в 7-й епископской нотиции при первом патриаршестве Николая Мистика (901—907).

## Локализация
Локализация Сотириуполя является предметом научных споров.
В 1897 году профессор Юлиан Кулаковский высказал, что Сотириуполь — другое название Питиунта. В приложении к «Синекдему» (ок. 535) Иерокла, в «списке городов и крепостей, переменивших свои имена» указывается: «Сотириуполь — прежде Питиа». Филипп Брун писал: «Если не ошибаемся, то Питиус иногда назывался Сотириуполис». Семен Каухчишвили (1895—1981) также отождествляет Сотириуполь с Пицундой. Ирина Шотовна Агрба (род. 1962) подкрепляет это положение. Этимология названия Сотириуполь объяснялась тем, что Питиунт мог получить название Сотириуполь («город Христа Спасителя») от одного из главных своих храмов, посвящённого Христу Спасителю — Сотеру, либо потому что был одним из ранних христианских центров на побережье Кавказа. С Кулаковским согласились в 1995 году австрийские византинисты Клаус Белке (Klaus Belke) и Петер Зусталь (Peter Soustal) в немецком комментированном переводе «Об управлении империей» Константина VII Багрянородного. В таком случае Абазгия X века (в узком смысле) не охватывала всей этнической территории абхазов. Зураб Анчабадзе считал, что Константин Багрянородный писал, что Сотириуполь находится на границе не Абхазского царства, а исторической Абазгии или Абхазского эриставства, которое составляло тогда административную область Абхазского царства.
Василий Латышев видел в Сотириуполе Севастополис (ныне — Сухум). Профессор Василий Болотов отождествлял Сотириуполь с Севастополисом в частном письме к Юлиану Кулаковскому. Павел Ингороква в 1950 году утверждал, что Сотириуполь — это нынешний Сухум. Мнение Болотова разделяет Бернадетт Мартэн-Изар (Bernadette Martin-Hisard). Однако в 8-й, 11-й и 18-й (№№ 6, 14 и 19) епископских нотициях присутствуют и Сотириуполь, и Севастополис.
И. Бромберг (J. Bromberg) предложил искать архиепископский центр Сотириуполь на понтийском побережье.
Павел Ингороква в 1956 году выдвинул новое положение, по которому отождествил Сотириуполь с городом Оф близ Трапезунда, восточнее его. Юрий Воронов считал, что Сотириуполь должен находиться в районе Трапезунда. Сергей Николаевич Малахов (род. 1957) считает, что Сотириуполь лежит на побережье Чёрного моря в окрестностях Трапезунда. Однако академик Симон Джанашиа заявлял, что «Абхазия в политическом смысле не простиралась южнее реки Чорох, и едва ли она её когда-нибудь достигала».
Другая локализация Сотириуполя — в селе Борчка на реке Акампсис (Чорох) в Турции. «Сотириуполь и Бурзо» (Στρατηγίς Σωτηριουπόλεως ή Βουρζώ) упоминается в Эскориальском тактиконе 971—975 гг. Издатель Тактикона Николай Икономидис предложил его локализацию в селе Борчка.
Людмила Хрушкова высказала мнение, что существовало два разных населённых пункта, которые носили название Сотириуполь.
В XI веке Сотириуполь и Анакопия (ныне — Новый Афон в Абхазии) входили в «малую фему» в приграничной области Византии. Найден моливдовул Николая, протоспафария, стратига Сотириуполя и Анакопии (40-е гг. XI в.). Издатели моливдовула Вернер Зайбт и Иван Йорданов (Ivan Jordanov) отождествляют Сотириуполь с древним Питиунтом (ныне — Пицунда).

## Епархия Сотириуполь

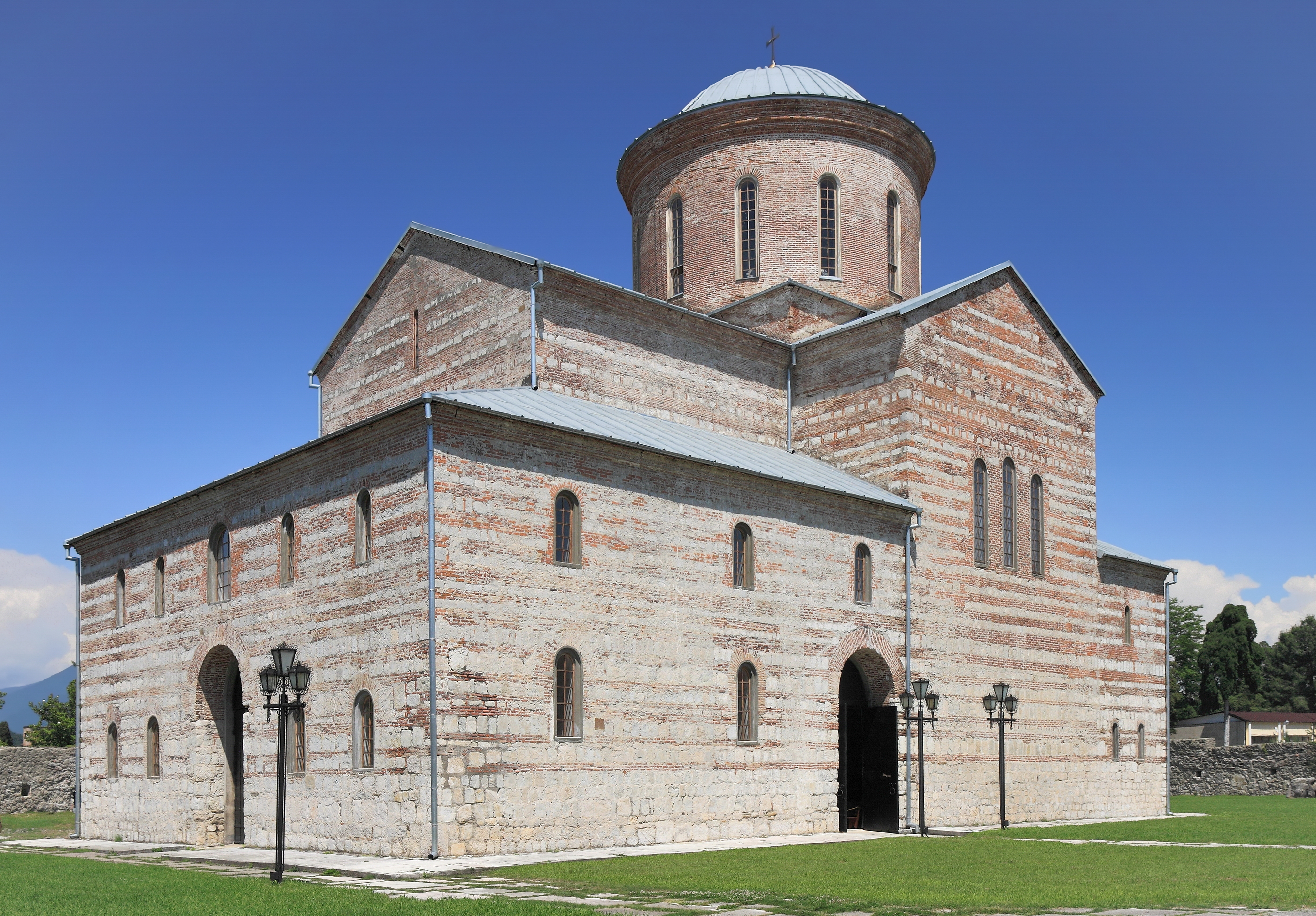
Собор Успения Божией Матери в Пицунде. X век

Кафедра архиепископа в Питиунте существовала уже с IV века, и была первой христианской кафедрой в Западной Грузии. Первым известным её епископом был участник I Вселенского Собора в Никее (325) епископ Стратофил (Στρατόφιλος). Епархия Сотириуполь впервые упоминается при первом патриаршестве Николая Мистика (901—907) на территории Абазгской епархии. Епархия Сотириуполь имела статус самостоятельного (автокефального) архиепископства и напрямую подчинялась «царственному трону» — Константинопольскому патриархату22, с. 60. 1202. Впервые упоминается в 7-й епископской нотиции. Присутствует в епископских нотициях до середины XIV века. В качестве кафедрального собора была построена огромная купольная церковь в Пицунде. Собор был центром паломничества, связанного с культом апостола Андрея Первозванного, и миссионерства, ориентированного на Аланию. Между 1084 и 1105 годами в правление императора Алексея I Комнина (1081—1118) при патриаршестве Николая III кафедра Аланской епархии была перемещена из Нижнего Архыза в Сотириуполь, архиепископ которого стал носить титул «митрополита Алании». На основании упоминания в актах о соединении архиепископства Сотириуполя с Аланской митрополией делается даже вывод об ориентации церковной организации Абхазии на Северо-Западную Зихию и Аланию. Владимир Кузнецов высказал предположение, что резиденция аланских митрополитов находилась в Нижнем Архызе с X по XIV век, а подчинение в конце XII века Сотириупольской кафедры аланскому митрополиту было формальным и не имело реального значения. В 1204 году после осады Константинополя западноевропейскими рыцарями и венецианцами, участниками Четвёртого крестового похода была создана Трапезундская империя или империя Великих Комнинов. В 1204—1261 гг., когда Константинополь находился в составе Латинской империи, право поставления на Аланскую кафедру оспаривали иерархи Трапезунда (ныне — Трабзон), столицы империи Великих Комнинов. При патриархе Иоанне XI Векке (1275—1282) Зихийская епархия была номинально присоединена к Аланской епархии. Алания и Сотириуполь разъединены при патриаршестве Иоанна XIV Калеки (1334—1347), в 1347 году — вновь объединены при патриархе Исидоре I Вухире (1347—1350). В 1365 году епископ носил титул «митрополит Алании, Сотириуполя и Мелитины». Между 1377 и 1386 годами после захвата Сотириуполя турками кафедра переместилась в Трапезунд. В 1461 году Трапезунд и затем вся империя были захвачены войсками Мехмеда II и вошли в состав Османской империи. Кафедра переместилась в Севастию (ныне Сивас) до 1590 года (под этим годом упоминается последний аланский архиепископ). Во второй половине XV века османы захватили Константинополь и большую часть Причерноморья. В 60-е годы XIV века Аланской епархии принадлежал храм Богородицы Афинской в Сотириуполе (Лазская церковь).
Титулярная епархия Католической церкви.